# Portugal au Concours Eurovision de la chanson 2011
Le Portugal a participé au Concours Eurovision de la chanson 2011. 
Le 5 mars 2011, une sélection nationale est organisée. La chanson "A luta é alegria" de Homens da Luta est alors choisie.

## Vote sur Internet
| Artiste            | Chanson                             | Paroles (l) / Musique (m) | Votes        | Place        |
| ------------------ | ----------------------------------- | --- | ------------ | ------------ |
| Homens da Luta     | "A luta é alegria"                  | Vasco Duarte (m), Jel (l) | 17374        | 1            |
| Alma Real          | "Não quero Falar"                   | Thorsten Rath (m), Sérgio de Oliveira (l)                                                                                        | 12431        | 13           |
| Miguel Gizzas      | "Amor Cruzado"                      | Miguel Gizzas (m & l) | Disqualified | Disqualified |
| António José Silva | "Por Ti"                            | António José Silva (m & l) | Disqualified | Disqualified |
| Bettershell        | "Um Sinal"                          | Bettershell (m), Isaías Ricardo de Oliveira (l)                                                                                  | Disqualified | Disqualified |
| Sandra Dória       | "Aprende a Voar (nas asas do amor)" | Luís Filipe Aguilar (m & l) | 2470         | 18           |
| Woodu              | "O Tempo Resolve Tudo"              | Bem Talbot (m), José Cid (m), Ana Sofia Cid (l)                                                                                  | 261          | 21           |
| Emanuel Santos     | "Não estamos sós"                   | Ralph Siegel (m), Bernd Meinunger (m), Pedro Coelho (l)                                                                          | 694          | 20           |
| Nádia Correia      | "Sonhos do Verbo Amar"              | Ricardo Verdelho (m & l) | 11651        | 15           |
| Henrique Feist     | "Quase a Voar"                      | Nuno Feist (m), José Fanha (l)                                                                                                   | 13844        | 8            |
| Wanda Stuart       | "Chegar à tua voz"                  | Paul Teixeira da Sousa (m & l)                                                                                                   | 14394        | 2            |
| Tânia Tavares      | "Se esse Dia Chegar"                | Gorgi (m), Tânia Tavares, (l) Nuno Valério (l)                                                                                   | 13592        | 11           |
| Rui Andrade        | "Em Nome do Amor"                   | Artur Guimarães (m), Carlos Meireles (l)                                                                                         | 13656        | 10           |
| Carla Ribeiro      | "Só Acontece uma Vez"               | João Sanguilheira (m), João Novo (l)                                                                                             | 4862         | 17           |
| Inês Bernardo      | "Deixa o Meu Lugar"                 | Leonel Monteiro (m), Joana Ferraz (l)                                                                                            | 14105        | 3            |
| Axel               | "Boom Boom Yeah"                    | José Félix (m), Axel (l) | 13448        | 12           |
| Carla Pires        | "Voar Alto"                         | Artur Guimarães (m), Paulo Pires de Lima (l)                                                                                     | 11967        | 14           |
| 7Saias             | "Embalo do Coração"                 | Páquito C. Braziel (m), Ana Rita Rebello (l)                                                                                     | 14056        | 6            |
| Carla Moreno       | "Sobrevivo"                         | Andrej Babić (m), Carlos Coelho (l)                                                                                              | 13868        | 7            |
| Filipa Ruas        | "Tensão"                            | Daniel Nilsson (m), Henrik Szabo (m), Johnny Sanchez (m), Jonas Gladnikoff (m), Mike Eriksson (m), Filipa Ruas (l), Pedro Sá (l) | 14058        | 5            |
| Daniela Galbin     | "Amor A Sério"                      | Pedro Saraiva (m), Daniela Galbin (l)                                                                                            | 829          | 19           |
| Nuno Norte         | "São os Barcos de Lisboa"           | Carlos Massa (m & l) | 13817        | 9            |
| Pop Pin's          | "Esta Noite Vamos Curtir"           | José Cardoso (m), Guy Ribeiro (l)                                                                                                | 7325         | 16           |
| Ricardo Sousa      | "O mar, o vento, e as estrelas"     | Carlos Freitas (m), Fernando Guerreiro (l)                                                                                       | 14062        | 4            |

Légende
| Couleur | Résultat                 |
| ------- | ------------------------ |
| Or      | Gagnant du vote internet |
| Saumon  | qualifié                 |
| Rouge   | non qualifié             |

## Finale
| Passage | Artiste        | Chanson                         | Paroles (l) / Musique (m) | Jury | Télévote | Total | Place |
| ------- | -------------- | ------------------------------- | --- | ---- | -------- | ----- | ----- |
| 1       | 7Saias         | "Embalo do Coração"             | Páquito C. Braziel (m), Ana Rita Rebello (l)                                                                                     | 8    | 2        | 10    | 8     |
| 2       | Carla Moreno   | "Sobrevivo"                     | Andrej Babić (m), Carlos Coelho (l)                                                                                              | 1    | 4        | 5     | 11    |
| 3       | Nuno Norte     | "São os Barcos de Lisboa"       | Carlos Massa (m & l) | 12   | 5        | 17    | 2     |
| 4       | Rui Andrade    | "Em Nome do Amor"               | Artur Guimarães (m), Carlos Meireles (l)                                                                                         | 5    | 10       | 15    | 3     |
| 5       | Henrique Feist | "Quase a Voar"                  | Nuno Feist (m), José Fanha (l)                                                                                                   | 4    | 6        | 10    | 6     |
| 6       | Wanda Stuart   | "Chegar à tua voz"              | Paul Teixeira da Sousa (m & l)                                                                                                   | 7    | 3        | 10    | 7     |
| 7       | Tânia Tavares  | "Se esse Dia Chegar"            | Gorgi (m), Tânia Tavares, (l) Nuno Valério (l)                                                                                   | 7    | 0        | 7     | 10    |
| 8       | Inês Bernardo  | "Deixa o Meu Lugar"             | Leonel Monteiro (m), Joana Ferraz (l)                                                                                            | 10   | 0        | 10    | 9     |
| 9       | Filipa Ruas    | "Tensão"                        | Daniel Nilsson (m), Henrik Szabo (m), Johnny Sanchez (m), Jonas Gladnikoff (m), Mike Eriksson (m), Filipa Ruas (l), Pedro Sá (l) | 2    | 8        | 10    | 4     |
| 10      | Homens da Luta | "A luta é alegria"              | Vasco Duarte (m), Jel (l) | 6    | 12       | 18    | 1     |
| 11      | Axel           | "Boom Boom Yeah"                | José Félix (m), Axel (l) | 0    | 1        | 1     | 12    |
| 12      | Ricardo Sousa  | "O mar, o vento, e as estrelas" | Carlos Freitas (m), Fernando Guerreiro (l)                                                                                       | 3    | 7        | 10    | 5     |

## À l'Eurovision
Le pays participera à la première demi-finale le 10 mai 2011.